# Horné Trhovište
Horné Trhovište este o comună slovacă, aflată în districtul Hlohovec din regiunea Trnava. Localitatea se află la altitudinea de 222 m deasupra n.m., se întinde pe o suprafață de 7,54 km2 și în 2017 număra 597 de locuitori.

## Istoric
Localitatea Horné Trhovište este atestată documentar din 1156.

## Demografie
| An:                | 1994 | 2004   | 2014    | 2024   |
| ------------------ | ---- | ------ | ------- | ------ |
| Număr de persoane: | 578  | 548    | 604     | 574    |
| Diferență:         |      | −5,19% | +10,21% | −4,96% |

| An:                | 2023 | 2024   |
| ------------------ | ---- | ------ |
| Număr de persoane: | 578  | 574    |
| Diferență:         |      | −0,69% |